# Preußische T 16.1
Die T 16.1 war eine Güterzug-Tenderlokomotive der Kgl. Preußischen Staatseisenbahn. Sie wurde außerdem von der Reichseisenbahn Elsaß-Lothringen (mit sechs Exemplaren) beschafft. Von der Baureihe wurden einschließlich der Nachbestellung durch die Deutsche Reichsbahn zwischen 1913 und 1924 insgesamt 1236 Lokomotiven gebaut.

## Einordnung der Baureihe und Bestandsentwicklung
Die T 16.1 war eine verstärkte Ausführung der T 16. Unter anderem war der Rahmen verstärkt und verlängert, das Bremsgestänge war verstärkt und es war mehr Platz für die Vorräte vorhanden.
Nach dem Ersten Weltkrieg wurden insgesamt 119 Lokomotiven als Reparationen abgegeben: 21 Lokomotiven kamen zur Compagnie des chemins de fer du Nord, 19 zur Compagnie des chemins de fer de Paris à Lyon et à la Méditerranée, 37 zur Polskie Koleje Państwowe, zwischen den Kriegen als TKw1 eingereiht, 36 zur Nationalen Gesellschaft der Belgischen Eisenbahnen, vier zu den Saareisenbahnen und zwei zur Ferrovie dello Stato Italiane.
1119 Maschinen wurden als Baureihe 94.5–17 in den Umzeichnungsplan der Deutschen Reichsbahn für Länderbahnlokomotiven eingeordnet und trugen die Nummern 94 502–1380 und 94 1501–1740. Drei der T 16.1 der Reichseisenbahnen in Elsaß-Lothringen verblieben in Deutschland und erhielten die Nummern 94 1378–1380. Im Jahr 1935 gelangten die im Bestand der saarländischen Eisenbahnen befindlichen Lokomotiven 94 1381–1384 ebenfalls zur Deutschen Reichsbahn. Ein Teil der Lokomotiven der polnischen PKP wurde im Zweiten Weltkrieg bei der Reichsbahn unter den Nummern 94 1385–1416 wieder in den Lokbestand eingereiht. Nach 1945 verblieben einige ehemals französische und belgische Lokomotiven als Nummern 94 1801–1810 im Bestand der Deutschen Reichsbahn. Hinzu kam 1950 noch eine T 16.1 der Halberstadt-Blankenburger Eisenbahn, die als 94 6776 eingereiht wurde. Hierbei handelte es sich um die HBE Nr. 16, die ehemalige 94 689, welche 1936 gekauft worden war. Sie war die einzige in die Baureihe 94.67 eingereihte Lokomotive. In Polen befanden sich 129 Lokomotiven, die 1949 die neue Baureihenbezeichnung TKw2 erhielten. Sie standen noch rund ein Vierteljahrhundert im Dienst, bis 1976 die letzte abgestellt wurde.
Mit der Einführung des neuen Baureihenschemas der DB von 1968 wurden die Loks der Deutschen Bundesbahn als Baureihe 094 bezeichnet.
Bei beiden deutschen Bahnverwaltungen schieden die letzten Exemplare Anfang der 70er Jahre aus dem Betriebsdienst aus, die letzten fünf Lokomotiven der DB wurden am 5. Dezember 1974 ausgemustert. Der Rangierdienst bei der DB wurde von den Dieselloks der Baureihe 290 übernommen, während auf den Steilstrecken die Baureihe 213 zum Einsatz kam, bei der DR wurden sie durch die sechsachsige steilstreckentaugliche Version der Diesellok Baureihe 118 ersetzt.
Insgesamt 43 Vertreterinnen der Baureihe 94.5–17 verblieben nach dem Zweiten Weltkrieg in Österreich. Die meisten wurden an die Deutsche Bundesbahn, Magyar Államvasutak oder Sowetskije schelesnyje dorogi übergeben. Die restlichen 14 Stück bildeten unter Beibehaltung der Ordnungsnummern die ÖBB-Reihe 694. Die Lokomotiven dieser Reihe wurden hauptsächlich im schweren Verschub eingesetzt und bis 1966 ausgemustert oder als Werkslokomotiven an Stahlwerke verkauft.
1955 wurde die 94 863 von der Werne–Bockum-Höveler Eisenbahn erworben, wo sie als Nr. 6 (ab 1966 Nr. 5) im Einsatz war. 1969 kam sie zur Klöckner Bergbau AG als Nr. 15. Diese hatte 1960 schon die 94 1219 für die Zeche Königsborn (Nr. 1) erworben. Die Monopol Bergwerks AG übernahm zwischen 1959 und 1962 die 94 1282, 1283 und 1595 und setzte sie als MONOPOL VI, IV und XII ein. Alle fünf Lokomotiven wurden 1969 noch von der Ruhrkohle übernommen und erhielten 1971 die Nummern RAG 791 bis 795. Bis 1974 wurden sie ausgemustert.

## Konstruktive Merkmale
Die Lokomotiven wurden auf einen aus 25 mm dicken Blechen genieteten Blechrahmen aufgebaut. Im Inneren des Blechrahmens ist ein zugleich als Versteifung dienender Rahmenwasserkasten angeordnet. Der aus zwei Schüssen genietete Langkessel hat einen Durchmesser von 1.500 mm, die Rauchkammer hingegen ist in typischer Art preußischer Lokomotiven mit einem etwas größeren Durchmesser ausgeführt. Die Feuerbüchsen waren zunächst aus Kupfer, ab 1915 aus Stahl gefertigt. Als Speiseeinrichtungen sah man eine Dampfstrahlpumpe sowie eine Kolbenspeisepumpe mit Oberflächenvorwärmer vor. Ab 1915 gab es auch einen Speisewasservorwärmer der Bauart Knorr. Ab 1921 erhielten die Lokomotiven auch einen Speisedom.

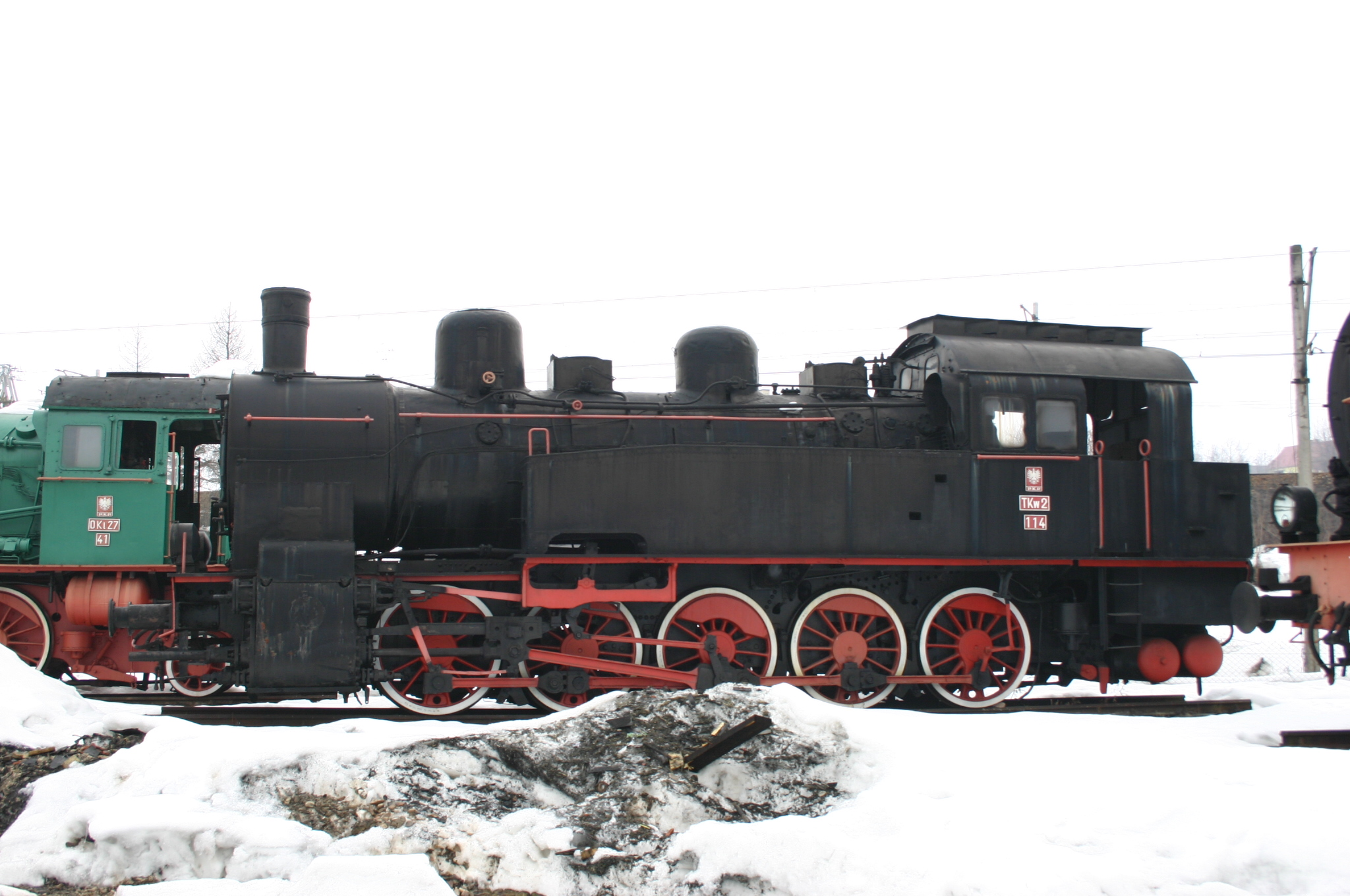
TKw 2-114

Das Zweizylinder-Heißdampftriebwerk mit außen liegenden Zylindern wirkt auf den dritten Kuppelradsatz. Dieser sowie der zweite wie auch fünfte Radsatz sind fest im Rahmen gelagert, allerdings ist der Spurkranz des Antriebsradsatzes um 10 mm geschwächt. Die beiden weiteren Radsätze sind um insgesamt 50 mm seitenverschiebbar ausgeführt (Achsanordnung nach Gölsdorf).
Zunächst wurden die Führerhäuser ohne Lüfteraufsatz geliefert, ab 1921 mit einem langen Aufsatz, die älteren Loks erhielten einen kurzen Aufsatz nachgerüstet.

## Leistungsvermögen und Einsatzbereiche
Die Lokomotiven der Baureihe konnten in der Ebene eine Zugmasse von 1.800 t mit 40 km/h befördern. Auf Steigungen von zehn Promille konnten die Maschinen noch 600 t mit 25 km/h bewältigen, auf Rampen von 25 Promille immerhin noch 280 t mit 20 km/h.
Die T 16.1 wurde außer im schweren Rangierdienst auch auf Steilstrecken, z. B. der Suhl–Schleusingen, der Boppard–Simmern, Dillenburg–Gönnern, der Ilmenau–Schleusingen, auf der Steilrampe Erkrath–Hochdahl und der Rastatt–Freudenstadt, eingesetzt. Hierzu rüstete man die auf Steilstrecken verwendeten Maschinen mit einer Riggenbach-Gegendruckbremse aus. Der Einsatz der T 16.1 erfolgte insbesondere dort, wo die preußische T 20 aufgrund ihrer höheren Achslast nicht eingesetzt wurde. Durch den Einsatz der T 16.1 im Steilstreckenbetrieb konnte also auch auf Strecken mit schwächerem Oberbau der aufwändige und zeitraubende Zahnradbetrieb aufgegeben werden.

## Erhaltene Exemplare

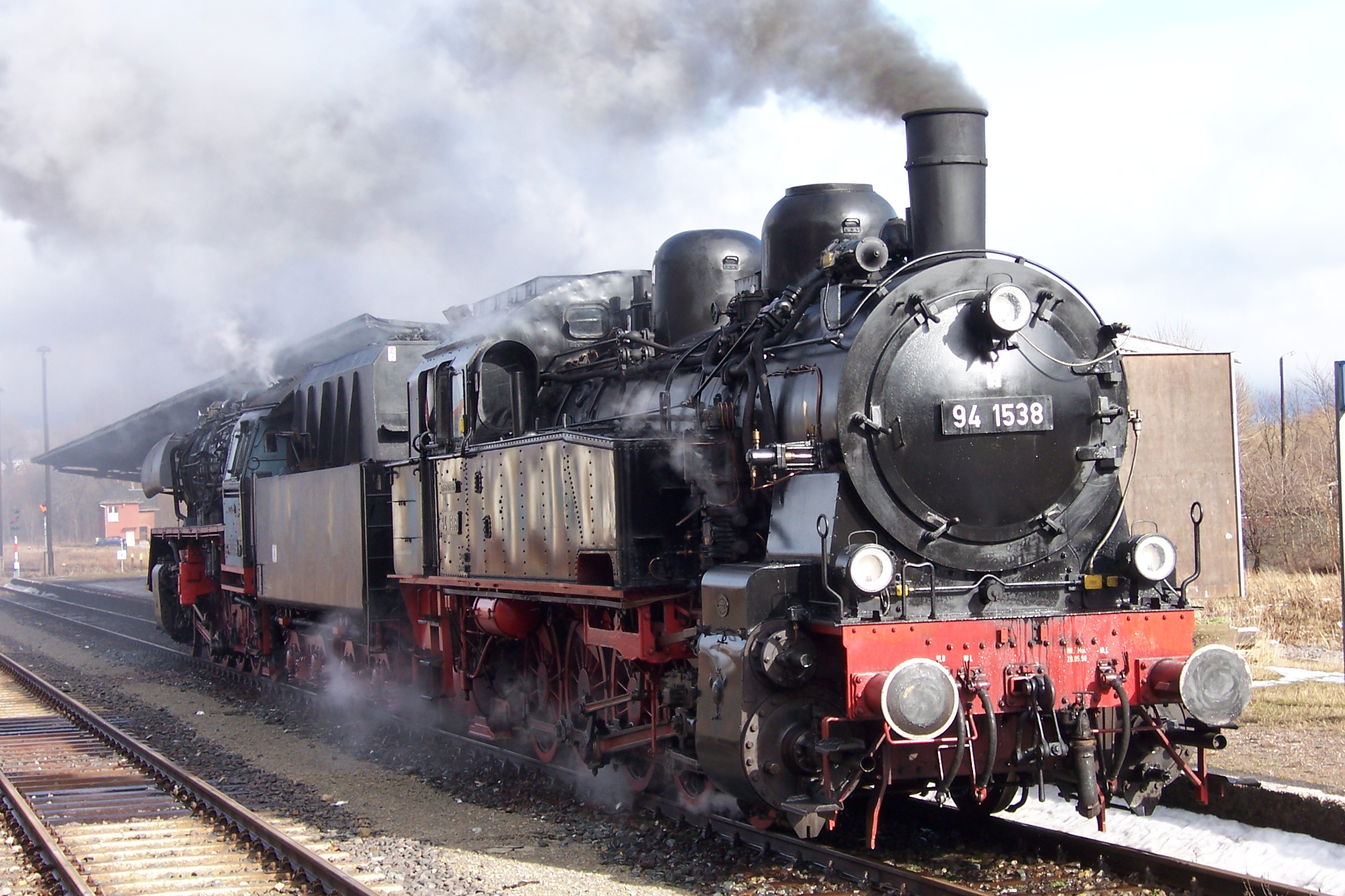
94 1538 im Bahnhof Ilmenau (Februar 2006)

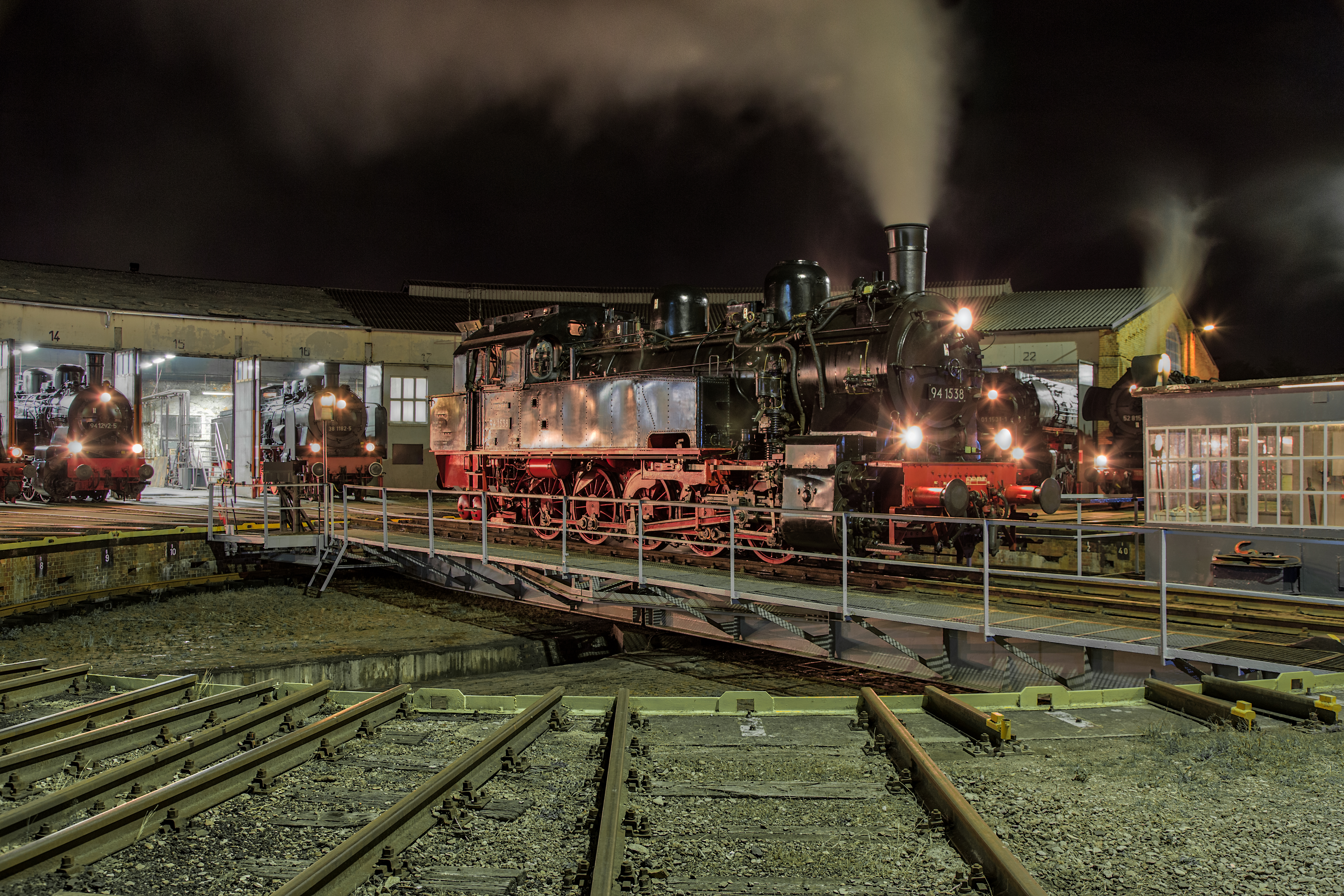
Die 94 1538 im Bahnbetriebswerk Arnstadt (September 2018)

Mehrere Lokomotiven dieser Baureihe sind erhalten geblieben:
Die im Jahr 1922 gebaute 94 1538 war im Wesentlichen vom 14. Mai 1927 bis zum 21. Dezember 1971 im Bahnbetriebswerk Dillenburg stationiert. Nach ihrer Außerbetriebnahme 1972 stand sie von 1972 bis 1997 als Denkmal vor dem Bahnhof in Gönnern inmitten der Scheldetalbahn (siehe Scheldetalbahn #Lokdenkmal). Danach wurde sie restauriert und galt zeitweilig als einziges noch betriebsfähiges Exemplar dieser Baureihe. Zuletzt wurde sie auf der Rennsteigbahn eingesetzt, 2012 aber wegen eines Kesselschadens abgestellt. Im Jahr 2015 wurde bei der MaLoWa-Bahnwerkstatt die betriebsfähige Wiederaufarbeitung begonnen und im Sommer 2017 beendet. Sie ist nun wieder das einzige betriebsfähige Exemplar dieser preußischen Baureihe in Deutschland.
Neben der 94 1538 befinden sich auch die Loks 94 1184 (zerlegt), 94 1292 (nicht betriebsfähig abgestellt) und 94 1692 (nicht betriebsfähig abgestellt, Eigentum DB-Museum Nürnberg) bei der Rennsteigbahn.
Zwei Exemplare, die nach dem Ersten bzw. Zweiten Weltkrieg außerhalb Deutschlands verblieben, sind im Museum für Fahrzeuge und Bahntechnik in Chabówka in Polen (TKw2-114, ehemalige 94 729) und im Eisenbahnmuseum Hermannstadt in Rumänien (94 649) ausgestellt.
Im Lokpark Ampflwang in Österreich steht die 694.503 (94 503), Baujahr 1913, die älteste erhaltene T 16.1.
In Gennep nahe der niederländisch-deutschen Grenze steht die Lok 94 1640 als Denkmal für die stillgelegte Boxteler Bahn, mit 94 1697 im BEM Nördlingen und 94 1730 im DDM Neuenmarkt sind zwei weitere Exemplare der DR-Nachlieferung in Süddeutschland erhalten.